# Байтерек (Сайрамський район)
Байтере́к (каз. Бәйтерек) — село у складі Сайрамського району Туркестанської області Казахстану. Входить до складу Аксукентського сільського округу.
До 2018 року село називалось Манкент.
Населення — 2510 осіб (2021; 1082 у 2009, 1030 у 1999, 1114 у 1989).
26 березня 2015 року до села було приєднано територію площею 0,21 км².